# غويتي (سيسينيجا)
غويتي (بالروسية: Гойты) هي مدينة في جمهورية الشيشان في روسيا. ويبلغ عدد سكانها حوالي 14269 نسمة.